# Ивање (Пријепоље)
Ивање је насеље у Србији у општини Пријепоље у Златиборском округу. Према попису из 2022. било је 1101 становника.
Овде се налази ОШ „Бошко Буха”.
Одавде је био студенички кнез Никола Ивањац († 1841), који се преселио у село недалеко од Рашке и назвао га Ивање.

## Демографија
У насељу Ивање живи 849 пунолетних становника, а просечна старост становништва износи 35,3 година (33,9 код мушкараца и 36,7 код жена). У насељу има 304 домаћинства, а просечан број чланова по домаћинству је 3,75.
Становништво у овом насељу веома је нехомогено.
|  |

| Демографија | Демографија | Демографија |
| Година      | Становника  | Становника  |
| ----------- | ----------- | ----------- |
| 1948.       | 397         |             |
| 1953.       | 448         |             |
| 1961.       | 519         |             |
| 1971.       | 595         |             |
| 1981.       | 824         |             |
| 1991.       | 1.121       | 1.121       |
| 2002.       | 1.140       | 1.252       |

| Етнички састав према попису из 2002.‍ | Етнички састав према попису из 2002.‍ | Етнички састав према попису из 2002.‍ | Етнички састав према попису из 2002.‍ | Етнички састав према попису из 2002.‍ |
| ------------------------------------ | ------------------------------------ | ------------------------------------ | ------------------------------------ | ------------------------------------ |
|                                      |                                      |                                      |                                      |                                      |
| Срби                                 | Срби                                 |                                      | 624                                  | 54,73%                               |
| Бошњаци                              | Бошњаци                              |                                      | 303                                  | 26,57%                               |
| Муслимани                            | Муслимани                            |                                      | 206                                  | 18,07%                               |
| Албанци                              | Албанци                              |                                      | 4                                    | 0,35%                                |
| Црногорци                            | Црногорци                            |                                      | 1                                    | 0,08%                                |
| Југословени                          | Југословени                          |                                      | 1                                    | 0,08%                                |
| непознато                            | непознато                            |                                      | 1                                    | 0,08%                                |

| Година пописа     | 1948. | 1953. | 1961. | 1971. | 1981. | 1991. | 2002. |
| ----------------- | ----- | ----- | ----- | ----- | ----- | ----- | ----- |
| Број домаћинстава | 64    | 68    | 90    | 118   | 198   | 285   | 304   |

| Број чланова      | 1  | 2  | 3  | 4  | 5  | 6  | 7 | 8 | 9 | 10 и више | Просек |
| ----------------- | -- | -- | -- | -- | -- | -- | - | - | - | --------- | ------ |
| Број домаћинстава | 33 | 45 | 37 | 88 | 66 | 27 | 4 | 2 | 2 | 0         | 3,75   |

| Пол    | Укупно | Неожењен/Неудата | Ожењен/Удата | Удовац/Удовица | Разведен/Разведена | Непознато |
| ------ | ------ | ---------------- | ------------ | -------------- | ------------------ | --------- |
| Мушки  | 467    | 165              | 285          | 14             | 3                  | 0         |
| Женски | 457    | 109              | 283          | 55             | 6                  | 4         |
| УКУПНО | 924    | 274              | 568          | 69             | 9                  | 4         |

| Пол    | Укупно                    | Пољопривреда, лов и шумарство | Рибарство                            | Вађење руде и камена | Прерађивачка индустрија       |
| ------ | ------------------------- | ----------------------------- | ------------------------------------ | -------------------- | ----------------------------- |
| Мушки  | 181                       | 9                             | 0                                    | 1                    | 48                            |
| Женски | 140                       | 8                             | 0                                    | 1                    | 85                            |
| УКУПНО | 321                       | 17                            | 0                                    | 2                    | 133                           |
| Пол    | Производња и снабдевање   | Грађевинарство                | Трговина                             | Хотели и ресторани   | Саобраћај, складиштење и везе |
| Мушки  | 6                         | 27                            | 32                                   | 3                    | 24                            |
| Женски | 1                         | 2                             | 19                                   | 0                    | 3                             |
| УКУПНО | 7                         | 29                            | 51                                   | 3                    | 27                            |
| Пол    | Финансијско посредовање   | Некретнине                    | Државна управа и одбрана             | Образовање           | Здравствени и социјални рад   |
| Мушки  | 1                         | 1                             | 10                                   | 12                   | 4                             |
| Женски | 2                         | 0                             | 3                                    | 7                    | 7                             |
| УКУПНО | 3                         | 1                             | 13                                   | 19                   | 11                            |
| Пол    | Остале услужне активности | Приватна домаћинства          | Екстериторијалне организације и тела | Непознато            | Непознато                     |
| Мушки  | 3                         | 0                             | 0                                    | 0                    | 0                             |
| Женски | 2                         | 0                             | 0                                    | 0                    | 0                             |
| УКУПНО | 5                         | 0                             | 0                                    | 0                    | 0                             |